# Parafia Matki Bożej Królowej Polski w Thunder Bay
Parafia Matki Bożej Królowej Polski w Thunder Bay (ang. St. Mary Our Lady Queen Of Poland Parish) – parafia rzymskokatolicka położona w Thunder Bay, w prowincji Ontario w Kanadzie.
Jest ona parafią wieloetniczną w diecezji diecezji Thunder Bay, z mszą św. w j. polskim dla polskich imigrantów.
Ustanowiona w 1955 roku. Parafia została dedykowana Matce Bożej Królowej Polski.

## Nabożeństwa w j. polskim
- Pierwszy piątek miesiąca – 19:00
- Niedziela – 11:30